# Metasia pharisalis
Metasia pharisalis is een vlinder uit de familie van de grasmotten (Crambidae), uit de onderfamilie van de Spilomelinae. De wetenschappelijke naam van deze soort is voor het eerst voorgesteld als Botys pharisalis door Francis Walker in een publicatie uit 1859.
De soort komt voor in Australië.